# Гасм
Гасм (англ. Ghasm, араб. غصم) — поселення в Сирії, що об'єднує друзьку спільноту в нохії Аль-Джіза, яка входить до складу мінтаки Дар'а в південній сирійській мухафазі Дар'а.